# Fredrik Albertsson
Fredrik Eilert Albertsson, född 23 mars 1970 i Växjö församling, är en svensk organist i Malmö.

## Biografi
Fredrik Albertsson föddes 23 mars 1970 i Växjö församling. Han tog 1992 organistexamen vid Kungliga Musikhögskolan i Stockholm, där han studerande för Olle Scherwin, Anders Bondeman och Lars Sellergren. Han tog diplomexamen i orgel 1994 vid Musikhögskolan vid Göteborgs universitet, där han studerande för Hans Davidsson och Jacques van Oortmerssen. Han var 1995–2018 organist vid Vetlanda församling och är sedan 2018 organist vid Landskrona församling.
Albertsson har gjort konserter i Norden, Europa och USA. Han har även medverkat i Sveriges Radio.

## Utmärkelser
- 1992 – Per Adolf Bergs jeton av Musikhögskolan i Stockholm.[4]
- 1994 – Habo kommuns kulturstipendium.[4]
- 1995 – Ordenssällskapet Cantorums i Göteborg stipendium.[4]
- 2012 – Vetlanda kommuns kulturpris.[4]

## Diskografi
- 1994 – Gustavus Rex & Christina Regina